# Дериватизация
Дериватизация — один из методов анализа, используемый в химии, который превращает анализируемое химическое соединение в продукт с похожей химической структурой, называемый дериватом (производным).
Как правило, специфическая функциональная группа соединения участвует в реакции дериватизации и превращает анализируемое соединение в дериват (производное) с отличающейся реакционной способностью, растворимостью, температурой кипения, температурой плавления, агрегатным состоянием или химическим составом. Возникающие в результате реакции новые химические свойства могут быть использованы для количественного определения или для разделения исходного вещества.
Методы дериватизации часто используются в химическом анализе смесей и в поверхностном анализе, например, в рентгеновской фотоэлектронной спектроскопии, где недавно внедрённые атомы маркируют характерные функциональные группы.

## Реакции дериватизации
Некоторые характеристики желательны для реакций дериватизации:
1. Реакция надёжна и протекает до конца. Небольшое количество начального материала облегчает анализ. Таким образом, это позволяет использовать небольшое количество анализируемого вещества.
2. Реакция является общей для многих классов веществ, таким образом количество субстратов может быть велико. Однако же, реакция должна быть специфична для конкретной функциональной группы, уменьшая ненужное перекрёстное взаимодействие.
3. Продукты реакции относительно стабильны и не распадаются в течение разумного периода времени, позволяя их анализировать.

Некоторые примеры хороших реакций дериватизации: образование сложных эфиров и амидов с помощью ацилхлоридов.

## Классический качественный органический анализ

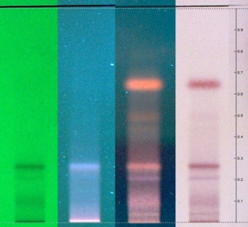
ТСХ, дериватизированная реагентом анисового альдегида. Слева направо: 254 нм, 366 нм, 366 нм анисовый альдегид, дневной свет анисовый альдегид. Хорошо заметны вещества, видимые на хроматограмме только после дериватизации и невидимые до обработки пластины.

Классический качественный анализ обычно включает в себя реакции неизвестного образца с различными реагентами; позитивный тест обычно влечёт за собой изменение внешнего вида — цвета, выпадение осадка и т. д.
Такие тесты могут быть расширены с получением суб-граммовых продуктов. Они могут быть очищены путём рекристаллизации, а также их температура плавления может быть измерена. Например, образование 2,4-динитрофенилгидрозонов из кетонов и 2,4-динитрофенилгидразина.
Сверяясь с соответствующими справочными таблицами, как например в книге Фогеля, можно установить подлинность исходного материала. Использование дериватизирующих агентов традиционно применяется для установления или подтверждения подлинности неизвестных соединений. Однако, из-за широкого спектра химических соединений известных в настоящее время, данные таблицы не могут быть исчерпывающими. Современные спектроскопические и спектрометрические методы привели к тому, что этот метод анализа устарел для всего, кроме учебных целей.

### Дериватизирующие агенты
Для качественного определения различных классов органических соединений используются различные дериватизирующие агенты:
- реагент с анисовым альдегидом / H2SO4 (Wagner et al., 1983)

анисовый альдегид 0,5 мл + CH3COOH 10 мл + MeOH 85 мл + H2SO4 5 мл
- ванилин / HCl
- реагент Година

1 % ванилин / EtOH (1 часть) + 3 % перхлорная кислота (1 часть)
- хлорид железа (III)

1 % в 50 % EtOH
- реагент Echtblausalz (настоящая синяя соль)

0,2 г Echtblausalz B + 100 мл H2O
- молибдат-вольфраматный реагент (по Европейской Фармакопее, 2011 год)

вольфрамат натрия 100 г + молибдат натрия 25 г + HCl 100 мл + 85 % фосфорная кислота 50 мл + Li2SO4 150 г + бром несколько капель + H2O 850 мл

## В газовой хроматографии
Полярные N-H и O-H группы, в которых данная водородная связь может быть переведена в относительно неполярные группы на относительно нелетучих соединениях. Получающийся в результате этой реакции продукт может быть менее полярным, более летучим, что позволяет его анализировать с помощью газовой хроматографии. Для этой цели часто используются громоздкие неполярные силильные группы.

## Хиральный дериватизирующий агент
Хиральные дериватизирующие агенты реагируют с энантиомерами с образованием диастереомеров. Поскольку диастереомеры обладают различными физическими свойствами, их можно в дальнейшем анализировать с помощью ВЭЖХ и ЯМР спектроскопии. Например, см. Кислота Мошера.